# Dmitri Grave
Dmitri Grave   (Kirillov, 6 de setembre de 1863 - Kíiv, 19 de desembre de 1939) va ser un matemàtic rus, fundador de l'escola algebraica soviètica.

## Vida i obra
Grave va estudiar des de 1881 a la universitat estatal de Sant Petersburg, amb els professors Txebixov i els seus deixebles Màrkov, Zolotarev i Korkin. Aquest darrer va exercir una notable influència en els seus temps d'estudiant. Es va graduar el 1889 amb una tesi sobre el sistema d'equacions diferencials del problema dels tres cossos. A partir de 1889 va donar classes de matemàtiques a la universitat, al institut d'enginyers de ferrocarrils, a l'escola Bestuzhevski i a l'escola militar. El 1896 va obtenir el doctorat amb una tesi, dirigida per Korkin, en la que resolia diferents problemes de les projeccions cartogràfiques.
El 1897 va ser nomenat professor de la universitat de Khàrkiv i, el 1902, de la universitat de Kíiv en la qual va romandre la resta de la seva vida. A partir de 1917, quan el govern soviètic necessitava més investigació aplicada, va aparcar parcialment els seus estudis teòrics per dedicar-se a les matemàtiques aplicades.
Grave va escriure diversos llibres de text: Teoria dels grups finits (1908), Curs elemental de teoria de nombres (1910, segona edició el 1913), Teoria aritmètica de nombres algebraics (1910), Enciclopèdia de Matemàtiques (1912), Fonaments de l'àlgebra (1919, el primer llibre de text universal sobre àlgebra en llengua ucraïnesa), Breu curs d'anàlisi matemàtica (1924), Mecànica teòrica basada en la tecnologia (1932).